# Ryan Pulock
Ryan Pulock, född 6 oktober 1994, är en kanadensisk professionell ishockeyback som spelar för New York Islanders i National Hockey League (NHL). Han har tidigare spelat på för Bridgeport Sound Tigers i American Hockey League (AHL) och Brandon Wheat Kings i Western Hockey League (WHL).
Pulock draftades av New York Islanders i första rundan i 2013 års draft som 15:e spelare totalt.

## Statistik
| 2009–2010  | Parkland Rangers        | MMHL       | 39  | 9  | 9   | 18  | 8  | 3  | 0 | 1  | 1  | 0  |
| 2010–2011  | Brandon Wheat Kings     | WHL        | 63  | 8  | 34  | 42  | 4  | 6  | 2 | 4  | 6  | 2  |
| 2011–2012  | Brandon Wheat Kings     | WHL        | 71  | 19 | 41  | 60  | 20 | 9  | 3 | 2  | 5  | 0  |
| 2012–2013  | Brandon Wheat Kings     | WHL        | 61  | 14 | 31  | 45  | 22 | —  | — | —  | —  | —  |
| 2013–2014  | Brandon Wheat Kings     | WHL        | 66  | 23 | 40  | 63  | 18 | 9  | 2 | 2  | 4  | 6  |
|            | Bridgeport Sound Tigers | AHL        | 3   | 0  | 1   | 1   | 2  | —  | — | —  | —  | —  |
| 2014–2015  | Bridgeport Sound Tigers | AHL        | 54  | 17 | 12  | 29  | 6  | —  | — | —  | —  | —  |
| 2015–2016  | New York Islanders      | NHL        | 15  | 2  | 2   | 4   | 5  | 6  | 1 | 2  | 3  | 0  |
|            | Bridgeport Sound Tigers | AHL        | 51  | 7  | 17  | 24  | 12 | —  | — | —  | —  | —  |
| 2016–2017  | New York Islanders      | NHL        | 1   | 0  | 0   | 0   | 0  | —  | — | —  | —  | —  |
|            | Bridgeport Sound Tigers | AHL        | 55  | 15 | 31  | 46  | 18 | —  | — | —  | —  | —  |
| 2017–2018  | New York Islanders      | NHL        | 68  | 10 | 22  | 32  | 14 | —  | — | —  | —  | —  |
| 2018–2019  | New York Islanders      | NHL        | 82  | 9  | 28  | 37  | 22 | 8  | 0 | 1  | 1  | 4  |
| 2019–2020  | New York Islanders      | NHL        | 68  | 10 | 25  | 35  | 14 | 22 | 2 | 8  | 10 | 6  |
| 2020–2021  | New York Islanders      | NHL        | 56  | 2  | 15  | 17  | 8  | 19 | 4 | 2  | 6  | 4  |
| 2021–2022  | New York Islanders      | NHL        | 55  | 5  | 15  | 20  | 2  | —  | — | —  | —  | —  |
| NHL totalt | NHL totalt              | NHL totalt | 345 | 38 | 107 | 145 | 65 | 55 | 7 | 13 | 20 | 14 |
| AHL totalt | AHL totalt              | AHL totalt | 163 | 39 | 61  | 100 | 38 | —  | — | —  | —  | —  |
| WHL totalt | WHL totalt              | WHL totalt | 261 | 64 | 146 | 210 | 64 | 24 | 7 | 8  | 15 | 8  |

### Internationellt
| Källa: Uppdaterad: 2019-05-05 | Källa: Uppdaterad: 2019-05-05 | Källa: Uppdaterad: 2019-05-05 |         | Utv = Utvisningsminuter | Utv = Utvisningsminuter | Utv = Utvisningsminuter | Utv = Utvisningsminuter | Utv = Utvisningsminuter |
| År                            | Lag                           | Mästerskap                    | Matcher | Mål                     | Assists                 | Poäng                   | Utv                     |                         |
| ----------------------------- | ----------------------------- | ----------------------------- | ------- | ----------------------- | ----------------------- | ----------------------- | ----------------------- | ----------------------- |
| 2012                          | Kanada                        | U18-VM                        | 6       | 1                       | 1                       | 2                       | 0                       |                         |
| 2018                          | Kanada                        | VM                            | 8       | 0                       | 1                       | 1                       | 0                       |                         |
| Junior totalt                 | Junior totalt                 | Junior totalt                 | 6       | 1                       | 1                       | 2                       | 0                       |                         |
| Senior totalt                 | Senior totalt                 | Senior totalt                 | 8       | 0                       | 1                       | 1                       | 0                       |                         |